# Basti (distrikt)
Basti (hindi: बस्ती जिला, urdu: ضلع بستی) er et distrikt i den indiske delstaten Uttar Pradesh. Distriktets hovedstad er Basti.

## Demografi
Ved folketællingen i 2011 var der 2.461.056 indbyggere i distriktet, mod 2.084.814 i 2001. Den urbane befolkningen udgør 5,61 % af befolkningen.
Børn i alderen 0 til 6 år udgjorde 15,13 % i 2011 mod 19,52 % i 2001. Antallet af piger i den alderen per tusinde drenge er 938 i 2011.